# Friso của Hà Lan
Johan Friso Bernhard Christiaan David, Vương tử Oranje-Nassau, Bá tước xứ Oranje-Nassau, Thiếu chủ nhà Amsberg (tiếng Hà Lan: Johan Friso Bernhard Christiaan David, Prins van Oranje-Nassau, graaf van Oranje-Nassau, jonkheer van Amsberg; 5 tháng 9 năm 1968 – 12 tháng 8 năm 2013) là một thành viên Vương thất Hà Lan. Ông là em trai của Quốc vương Willem-Alexander của Hà Lan. Dù xuất thân là một thành viên của Vương thất Hà Lan, nhưng vì cuộc hôn nhân của mình vào năm 2004, ông đã bị tước tư cách thành viên của Vương thất Hà Lan và cũng bị loại khỏi danh sách kế vị ngai vàng của Hà Lan, dù vẫn được giữ các tước hiệu quý tộc.
Vào ngày 17.12.2012, Vương tử Friso đã bị chôn vùi dưới một trận tuyết lở tại Lech, Áo, trong khi trượt tuyết. Ông được đưa tới một bệnh viện ở Innsbruck, trong trình trạng nguy kịch, nhưng đã ổn định. Theo bác sĩ, Tiến sĩ Wolfgang Koller, mặc dù Vương tử mắc kẹt trong một thời gian tương đối ngắn và hy vọng ban đầu cao hơn về việc phục hồi của ông, nhưng trên thực tế não ông đã bị thiếu oxy và hiện đang trong trình trạng hôn mê sâu, không rõ chừng nào tỉnh lại.
Ngày 12.8.2013, sau một năm hôn mê, Vương tử Friso đã qua đời ở tuổi 45 tại lâu đài Huis ten Bosch, Den Haag.

## Đời sống và Giáo dục
Johan Friso Bernhard Christiaan David sinh ngày 25 tháng 09 năm 1968  sinh ra tại Đại học Y Trung ương ở Utrecht, Hà Lan  là con trai thứ hai của Beatrix của Hà Lan và Klaus xứ Amsberg, và cháu trai của Nữ vương Juliana của Hà Lan và Bernhard xứ Lippe-Biesterfeld. Ông có một người anh trai là, vua Willem-Alexander của Hà Lan (1967) và một em trai, Vương tử Constantijn (1969).
Tước vị của ông khi sinh là Vương tử của Hà Lan, Vương tử của Oranje-Nassau, Jonkheer van Amsberg. Vương tử Friso được rửa tội vào ngày 27 Tháng 12 năm 1968 tại nhà thờ Dom ở Utrecht. cha mẹ đỡ đầu của ông là Vua Harald V của Na Uy, Johan Christian Baron von Jenisch, JH van Roijen, Nữ vương Juliana của Hà Lan, và Christina von Amsberg.
Năm 1986, ông tốt nghiệp trường trung học Eerste Vrijzinnig Christelijk Lyceum ở The Hague. Từ năm 1986 đến năm 1988, ông học ngành kỹ sư cơ khí tại Đại học California, Berkeley. Từ năm 1988 đến năm 1994, ông học tại Đại học Công nghệ Delft, nơi ông lấy bằng kỹ sư ngành kỹ thuật hàng không. Ngoài ra, ông còn có bằng Thạc sĩ Kinh tế tại Đại học Erasmus Rotterdam. Để chuẩn bị cho mình khả năng kế vị ngai vàng, ông đã học khóa học về luật Hà Lan và lịch sử.